# F級駆逐艦 (初代)
F級駆逐艦（英語: F-class destroyer）は、イギリス海軍の駆逐艦の艦級。艦名に世界各地の部族（tribe）の名を用いていることから、当初はトライバル級（英: Tribal-class）と称されていたが、1913年に再種別された。

## 来歴
元来、水雷艇駆逐艦（TBD）は、欧州大陸沿岸部において、主力艦を護衛してフランス海軍の水雷艇の撃攘および敵主力艦への雷撃にあたることを想定していた。その後、ドイツ帝国の台頭および英仏関係の改善を受けて、1901年度より、イギリス海軍は、想定戦場を北海に移して大幅に設計を改訂したリバー級（後のE級）の建造に着手した。
1904年、ジョン・アーバスノット・フィッシャー大将が第一海軍卿に就任すると、この方針は一層明確になった。フィッシャー第一海軍卿はドレッドノート級戦艦と高速駆逐艦による艦隊編成を構想しており、駆逐艦にも戦艦に随伴しうる航洋性が求められるようになった。これに応じて、1905年度計画より建造が開始されたのが本級である。

## 設計
本級では、先行する駆逐艦と同様、詳細設計は個々の造船所に任せられたため、艦型は極めて多彩になっている。設計面には多くの新機軸が導入されているが、最大の特徴が蒸気タービン機関と重油専焼水管ボイラーの採用である。従来の駆逐艦はレシプロ蒸気機関と石炭専焼水管ボイラーを基本としてきたが、1896-7年度計画で30ノッター型を元に試作された高速艦3隻がいずれも目標速力を達成できず、レシプロ蒸気機関は既に技術的な限界に達していると考えられるようになっていた。このことから、本級ではパーソンズ式の直結蒸気タービンが採用された。これは1898年度計画の「ヴァイパー」（C級）などで試験採用されていたもので、本級では「エディン」（E級）の構成を踏襲して、両舷軸に低圧タービン、中央軸に高圧タービンを結合した3軸推進方式と見られている。またボイラーも、航続距離延伸の要請から、「サーリー」（A級）で試験採用された重油専焼式が本格導入された。
これらの主機面の改正のほか、6時間の連続運転による実用的な性能公試、4日間の連続行動に耐える居住性という要求事項は、以後の駆逐艦でも踏襲された。ただし多くの新機軸導入のためもあり、建造費は1隻あたり14万ポンドと高騰したことから、1908年度以降のG級（ビーグル級）ではコスト低減が図られることになった。

## 装備
本級では、艦砲の装備も強化された。27ノッター型・30ノッター型では40口径7.6cm砲（QF 12ポンド砲）と40口径5.7cm砲（QF 6ポンド砲）を搭載していたが、日露戦争の戦訓を受けて、イギリス海軍は6ポンド砲では威力不足と判断し、1906年よりリバー級（後のE級）の6ポンド砲を撤去して12ポンド砲に換装していた。本級の1905年度計画分では、当初は同級の装備を踏襲したが、火力強化が求められたことから、1907年には更に2基を増備した（長砲身化した50口径7.6cm砲との説もある）。また以後の計画分では、大口径化を図った40口径10.2cm砲（BL 4インチ砲Mk.VIII）が搭載された。
その後、1916年には仮想敵であるドイツ帝国海軍の大型水雷艇が12.7cm砲を搭載するとの情報がもたらされた（S-113級; 実際には45口径15cm砲搭載）。しかし当時、イギリス海軍の制式砲に12.7cm砲がなかったことから、まずドレッドノート級戦艦の副砲や軽巡洋艦の主砲として使われていた45口径15.2cm砲（BL 6インチ砲Mk.VII）を試すことになり、大型の「スウィフト」のほか本級の「ヴァイキング」が搭載艦として選ばれたが、取り扱いが困難だったことから、まもなく撤去された。またこの時期には、経空脅威の深刻化に対処するため、対空兵器として39口径40mm高角機銃（2ポンド・ポンポン砲）2門も追加装備された。
水雷艇撃攘と同時に、水雷艇と同様の雷撃任務も求められたことから、従来の駆逐艦と同様に、ホワイトヘッド魚雷のための18インチ魚雷発射管2基も搭載されている。1909年には、新型の熱走魚雷であるマークVII（雷速41ノットで駛走距離2,700 m）の運用にも対応した。また1918年9月には、この時点で就役していた艦を対象として、近距離での対水上戦に備えて14インチ魚雷発射管2門が追加装備された。

## 同型艦一覧
| 計画       | 艦名                      | 造船所             | 進水          | 解体/売却                                                                  |
| ---------- | ------------------------- | ------------------ | ------------- | -------------------------------------------------------------------------- |
| 1905-6年度 | アフリディ HMS Afridi     | アームストロング   | 1907年5月8日  | 1919年                                                                     |
| 1905-6年度 | コサック HMS Cossack      | キャメル・レアード | 1907年2月16日 | 1919年                                                                     |
| 1905-6年度 | グルカ HMS Ghurka         | ホーソン・レスリー | 1907年4月29日 | 1917年2月8日 戦没                                                          |
| 1905-6年度 | モホーク HMS Mohawk       | ホワイト           | 1907年3月15日 | 1919年                                                                     |
| 1905-6年度 | タタール HMS Tartar       | ソーニクロフト     | 1907年6月25日 | 1921年                                                                     |
| 1906-7年度 | アマゾン HMS Amazon       | ソーニクロフト     | 1908年7月29日 | 1919年                                                                     |
| 1906-7年度 | サラセン HMS Saracen      | ホワイト           | 1908年3月31日 | 1919年                                                                     |
| 1907-8年度 | クルセーダー HMS Crusader | ホワイト           | 1909年3月20日 | 1920年                                                                     |
| 1907-8年度 | マオリ HMS Maori          | デニー             | 1909年5月24日 | 1915年5月7日 戦没                                                          |
| 1907-8年度 | バイキング HMS Viking     | パルマーズ         | 1909年9月14日 | 1919年                                                                     |
| 1907-8年度 | ヌビアン HMS Nubian       | ソーニクロフト     | 1909年4月21日 | 1916年10月27日に雷撃を受けて大破、「ズールー」と結合して「ズビアン」と改名 |
| 1907-8年度 | ズールー HMS Zulu         | ホーソン・レスリー | 1909年9月16日 | 1916年10月27日に触雷して大破、「ズビアン」として改修、1919年売却           |

### 2隻の大破、そして結合
同時期に大破した2隻の駆逐艦の無事な部分を接合して1隻の正常な駆逐艦として再生するプランが海軍に提出され、実行された。「ズールー」の艦首部と「ヌビアン」の艦後部を接合する工事が1917年6月7日にチャタム王立造船所で完了された。この駆逐艦は2隻の艦名の造語である「ズビアン」と命名されて1917年6月7日に就役した。しかし第一次世界大戦の終結に伴う大量除籍の一環として、1919年に除籍されて解体処分となった。